# 葛雷格·盧辛斯基
葛瑞戈里·麥可·盧辛斯基（英語：Gregory Michael "The Bull" Luzinski，1950年11月22日—），綽號「公牛」，為美國職棒大聯盟的左外野手，生涯曾效力過費城人與白襪等隊。

## 職業生涯
1968年大聯盟選秀，費城人在首輪11順位選進盧辛斯基。1970年9月19日，他以19歲之齡登上大聯盟。
盧辛斯基在1975年首度入選明星賽，而他在明星賽從吉姆·帕爾默手中敲出全壘打。該年他以120分打點成為聯盟打點王，並在MVP票選中拿下第二名。1977年，他的打擊率為3成09，並敲出39轟與130分打點，各項數據都是生涯新高。1978年，他連續四年入選明星賽，還是國聯得票率最高的球員。
1976年到1978年間，盧辛斯基都能在國聯冠軍賽敲出全壘打。雖然費城人在這三年全都輸球，不過盧辛斯基依舊在1978年拿下羅伯特·克萊門托獎。1980年，他因為受傷導致表現衰退，整季打擊率為2成28，並敲出19轟與56分打點。1980年國家聯盟冠軍賽，他在首戰的6局下敲出2分砲，成為該系列賽的唯一一轟。盧辛斯基最終寫下聯盟冠軍賽連13場比賽敲安的國聯紀錄，而費城人最終以4勝2敗擊敗皇家奪冠。
1981年，盧辛斯基加入白襪。1983年，他寫下指定打擊最多的單季32轟。他還曾經達成連續5場比賽開轟的成就。白襪隊在這年還闖進國聯冠軍賽，不過最終1勝3敗被金鶯淘汰。
1984年，盧辛斯基達成連兩場擊出滿貫砲。他在球季結束後成為自由球員，不過他在隔年2月選擇退休。

## 退休後生活
1985年到1992年間，盧辛斯基先後擔任大學的棒球隊教練和足球隊教練。而他也在費城人隊主場附近當起了烤肉攤販店老闆。
他的兒子萊恩在1992年投身選秀，並在首輪被道奇隊選走。雖然萊恩一度被球隊寄予厚望，但他最多只打到3A，從未升上大聯盟。

## 生涯打擊成績
| 出賽次數 | 打席 | 打數 | 得分 | 安打 | 二安 | 三安 | 全壘打 | 打點 | 盜壘 | 保送 | 三振 | 打擊率 | 上壘率 | 長打率 | OPS  |
| -------- | ---- | ---- | ---- | ---- | ---- | ---- | ------ | ---- | ---- | ---- | ---- | ------ | ------ | ------ | ---- |
| 1821     | 7518 | 6505 | 880  | 1795 | 344  | 24   | 307    | 1128 | 37   | 845  | 1495 | .276   | .363   | .478   | .840 |

## 外部連結
- 球員資訊和成績在MLB，ESPN，Baseball-Reference，Fangraphs（英文）